# James Bourne
James Elliot Bourne (Rochford, Essex; 13 de septiembre de 1983) es un cantante y compositor británico, además de cofundador de los grupos de música pop rock Son of Dork y Busted. En este momento vive en Los Ángeles, iniciando una carrera en solitario con el nombre de Future Boy, y trabajando a la vez con una nueva banda llamada Call Me When I’m 18.
Sus anteriores discos vendieron cerca de seis millones de copias.

## Biografía y formación
Bourne, que se mudó desde Rochford hasta Southend-on-Sea, en Essex, cuando tenía diez meses, es hijo de Peter y Maria Bourne, tiene tres hermanos-Nick, Chris y Melissa. Chris, su hermano más pequeño, aparece en el videoclip de la canción ‘Year 3000’ con el personaje del vecino que construye la máquina del tiempo. Nick aparece en otros videos de Busted como ‘Who’s David’ y ‘You Said No’. James Bourne estudió en el colegio público Thorpe Hall School en Southend-on-Sea.
El principal instrumento de Bourne es la guitarra, aunque algunas veces él mismo ha afirmado que el instrumento con el que se desenvuelve mejor es el piano. También sabe tocar la batería y el bajo. Bourne dice ser buen amigo de los miembros de Busted y McFly. Bourne es el propietario de De Lorean DMC-12 y una golf cart. También posee una compañía de ropa americana llamada SicPuppy, llamada con el mismo nombre que una banda a la que perteneció anteriormente. Bourne pagó cerca de 16,000 libras por su propia compañía discográfica, Sicpuppy Records, que en 2007 dio la oportunidad a grupos desconocidos del Reino Unido de actuar en directo en la gira Sic Tour 2007 en el Sherphed’s Bush Empire. El evento fue organizado por David Guest y Matt Willis (exmiembro de Busted).

## Busted
A los diecisiete años, Bourne cursó Tecnología Musical para intentar realizar su sueño de convertirse en un músico profesional. Conoció a Matt Willis a través del mánager de Busted, Matthew Fletcher, que lo dijo haber encontrado a alguien con las mismas ideas que él y pronto empezarían a escribir canciones juntos en la casa de Bourne en Southend. Dos tercios de Busted había nacido.
Willis y Bourne pronto decidieron que no podían formar un grupo de solo dos miembros y buscaron al tercer componente de la banda a través de la revista británica NME . Pronto recibieron audiciones y después de escuchar algunas que habían compuesto los dos juntos, Charlie Simpson entró en la banda.
Después de cantar para Universal en el año 2002, Busted lanzó al mercado su primer sencillo ‘What I Go To School For’, de su álbum debut, titulado con el nombre del grupo y que se publicó en septiembre de ese mismo año y pronto alcanzó el puesto n.º 3 de las listas de ventas inglesas, rápidamente la canción ‘Year 3000’ se convirtió en un gran hit.
En los últimos momentos del grupo, consiguieron llegar al top 10 de canciones inglesas y obtuvieron el número 1 con las canciones ‘You Said No’, ‘Crashed the Wedding’, ‘Who’s David?’ y ‘Thunderbirds Are Go’.
El grupo se separó cuando Charlie Simpson decidió dejar la banda para centrar su carrera en el grupo Fightstar.
James también anunció por Myspace que estaba finalizando su álbum como solista. Se espera que sea publicado en 2009. El 3 de diciembre de 2008 James anunció los títulos de las canciones de su primer disco a través de Myspace, de forma oficial. El 29 de enero James anunció que en su carrera en solitario adoptaría el nombre de Future Boy. Anunció mediante su Twitter que el primer sencillo de su primer disco sería ‘Karate on my Heart’. Este apareció para la promoción japonesa de junio de 2009. En una ocasión James dijo que se podría escuchar dicha canción a través de su Myspace el 18 de junio, pero finalmente esta fecha no se cumplió. El 3 de julio, Bourne escribió en su blog que pronto acabaría de grabar el disco completo y que sería mejor tenerlo acabado antes de mostrarlo poco a poco. La canción pudo ser escuchada finalmente el 19 de julio.

## Composición de canciones
Bourne compuso la mayoría de las canciones de Busted con Matt Willis, Charlie Simpson y Tom Fletcher del grupo McFly. El estilo de Busted se vio reflejado en las canciones de Son of Dork.Ha colaborado con muchos artistas como McFly, Mel C en la canción ‘Immune’ de su cuarto disco ‘This Time’. Otros artistas como MC Lars con ‘Twenty-three’ en el disco ‘This Gigantic Robot Kills’ y Pat Monahan con quien escribió ‘Great Escape’ del álbum ‘Last Of Seven’ Bourne está escribiendo recientemente con la banda de su novia Avenue B y JC Chasez así como para otros artistas desconocidos. También colaboró con el Drama Brittania High. También compuso el sencillo debut de Eoghan Quigg, ‘28000 Friends’, que fue interpretado por Bourne en el Living Room de New York el 11 de octubre de 2007.
James modificó las letras de 'What I go to shool for' y 'Year 3000' para los Jonas Brothers. 
Recientemente compuso el tema 'Journey to the end of my life' para AllStar Weekend, la nueva banda de Disney.

## Loserville: El Musical
En febrero de 2009, James anunció que, junto a su amigo Elliot Davis, había escrito un musical basado en el álbum ‘Welcome To Loserville’ de Son of Dork. Las entradas para la premier del 20 de agosto se pusieron a la venta el 7 de mayo. El eslogan del musical es ‘Supongo que realmente pagas por ser un holgazán’. Este trata sobre un chico de 17 años llamado Michael Dork, al que llaman ‘empollón’. Es marginado socialmente y en el colegio es molestado constantemente por Eddie, el chico más popular del colegio. Michael está desesperado por encontrar su ‘billete de salida de la ciudad de los perdedores’.
Pero cuando aparece una chica nueva llamada Holly, Michael entrará en el nuevo mundo escolar de la popularidad. El musical será presentado en el Youth Music Theatre de Inglaterra en asociación con el South Hill Park Arts Centre.

## El caso Busted
Bourne, Matt Willis y su ex-manager Richard Rashman, se enfrentaron a una demanda donde Ki McPhail y Owen Doyle les exigían 10 millones de libras, ya que afirmaban ser los autores de las canciones ‘What I Go To School For’, ‘Sleeping With The Ligh On’ y ‘Year 3000’, así como ‘Psycho Girl’.
Empezó en febrero de 2008 y contó con el testimonio de Charlie Simpson y Simon Cowell. Finalmente el caso se resolvió de forma favorable para James y los demás exmiembros de Busted en junio de 2008.

## Otros datos
- Hobbies: La música, su cantante favorito es Michael Jackson y le encanta dormir, llega a dormir 10 horas al día cuando tiene tiempo.

- Se define como: Un chico majete, calmado y un poco reservado.

- Odia: Cualquier tipo de pescado.

- Comida: Le encantan la pizza y el curry.

## Discografía

### Álbumes de estudio
- 2002: Busted - Busted
- 2003: A Present for Everyone - Busted
- 2004: Busted (Estados Unidos) - Busted
- 2006: Welcome To Loserville - Son of Dork
- 2010: Volume 1 - Future Boy
- 2014: McBusted - McBusted
- 2016: Night Driver - Busted